# Robert J. Moriarty
Robert J. Moriarty (nacido el 9 de septiembre de 1946) es un piloto de combate estadounidense que ostenta el registro de ser el aviador naval más joven (con 20 años de edad) en intervenir en la Guerra de Vietnam, obteniendo el rango de capitán en los Marines con 22 años. Antes de dejar el servicio en 1970, había realizado 824 misiones de combate.

## Biografía
Tiene en su haber 14 récords de aviación internacionales, incluido el vuelo más rápido desde Nueva York a París en dos categorías diferentes.
Fue piloto de los aviones de control avanzado Cessna L-19 en numerosas misiones en la guerra de Vietnam, así como de los cazas McDonnell Douglas F-4 Phantom II.
Vuelo bajo la Torre Eiffel
En 1984, con 37 años de edad, apareció en los titulares de prensa por volar a las 11:20 del 31 de marzo entre los pilares de la Torre Eiffel a bordo de una avioneta Beechcraft Bonanza. Moriarty formaba parte de un equipo que disputaba una carrera aérea entre París y Libreville, cuando un fallo del motor de su aeroplano en el sur de Portugal le obligó a abandonar. Después de reparar el avión, y animado por Richard Fenwic, fijó su atención en la Torre Eiffel. Cuando se le preguntó por qué lo había hecho,  respondió: "Simplemente por diversión".
Tiene un hermano gemelo, James Robert Moriarty.

## Publicaciones
- Entre otros relatos, Moriarty publicó en 1993 una historia sobre sus experiencias en Vietnam, titulado Crap Shoot.